# Ana Dević
Ana Dević (* im zwanzigsten Jahrhundert in Zagreb) ist eine kroatische Kuratorin.

## Leben und Werk
Dević absolvierte den Bachelor in Kunstgeschichte und Komparatistik an der Universität Zagreb. Seit 1995 ist sie Kunstkritikerin und Kuratorin. Sie hat für zahlreiche Zeitschriften gearbeitet, u. a. Flash Art, Parachute, Manifesta Journal, Ein und Alle, und hat zu zahlreichen Ausstellungskatalogen beigetragen. Für die Moderne Galerie in Zagreb koordinierte Dević Ausstellungen. Für The Josip Račić Studio of the Modern Gallery kuratierte und co-kuratierte sie zahlreiche Ausstellungen. Im Jahr 2018 startete das Kuratorinnenkollektiv What, How & for Whom/WHW ein neues internationales Studienprogramm für junge Künstler, die WHW Akademija, die von Ana Dević geleitet wird.
Dević, Nataša Ilić, Ivet Ćurlin und Sabina Sabolović und der Designer Dejan Kršić bilden zusammen das 1999 gegründete Kuratorenkollektiv What, How & for Whom/WHW mit Sitz in Zagreb. Seit 2003 betreibt WHW die Gallery Nova, eine seit 1975 bestehende Non-Profit-Organisation in einem stadteigenen Raum in Zagreb, in der anfangs radikale Ausstellungen avantgardistischer Kunst gezeigt wurden, wie Aleksandar Srnec, Jo Klek, Exat 51, Goran Trbuljak, Braco Dimitrijević, Group of Six Artists und Mladen Stilinović. Mehrere Mitglieder des Kollektivs leiteten von 2019 bis 2024 die Kunsthalle Wien und für 2027 sind sie als Kuratoren der 6. Skulptur Projekte Münster ausgewählt worden.